# HD 157856
HD 157856，又名BD-01 3329，SAO 141661、HR 6489，是一颗恒星，视星等为6.44，位于銀經21.29，銀緯18.12，其B1900.0坐标为赤經17h 20m 46.3s，赤緯-1° 18.12′ 52″。